# Suite pour orchestre de jazz no 2
La Suite pour orchestre de jazz no 2, opus 50b est une œuvre pour orchestre du compositeur russe Dmitri Chostakovitch composée en 1938 dans un style empruntant des thèmes et une écriture liés au jazz.

## Historique
Cette seconde suite pour orchestre de jazz par Chostakovitch a été commandée par l'Orchestre d'État pour le jazz et son chef Viktor Knouchevitski. La première fut donnée à Leningrad en 1938. La partition fut perdue durant la Seconde Guerre mondiale mais une réduction pour piano fut redécouverte par Manashir Yakubov en 1999. Trois mouvements de la suite furent reconstitués et orchestrés par Gerard McBurney. La création eut lieu en 2000 lors des BBC Proms. 
Encore récemment, le titre Suite pour orchestre de jazz n° 2 était incorrectement attribué à la Suite pour orchestre de variété n° 1 en huit mouvements composée en 1956 ; cette dernière était devenue célèbre grâce au film Eyes Wide Shut de Stanley Kubrick et aux publicités télévisuelles de CNP Assurances entre autres. Désormais la distinction entre les deux œuvres est bien établie.

## Structure
Les trois mouvements sont :
1. Scherzo ;
2. Lullaby ;
3. Serenade.

## Sources
- (en) Cet article est partiellement ou en totalité issu de l’article de Wikipédia en anglais intitulé « Suite for Jazz Orchestra No. 2 (Shostakovich) » (voir la liste des auteurs).